# Primetime Emmy Award for Outstanding Comedy Series
Der Primetime Emmy Award for Outstanding Comedy Series ist ein Fernsehpreis, der seit 1953 jährlich vergeben wird. Er wird an Comedyserien zur Hauptsendezeit (engl. Primetime) und im Rahmen der Primetime-Emmy-Verleihung verliehen.

## Gewinner und Nominierte
Die folgende Tabelle listet die Gewinner der Kategorie Primetime Emmy Award for Outstanding Comedy Series in ihrer zeitlichen Abfolge auf.

### 1950er
| Jahr                  | Serie                                  | Sender |
| --------------------- | -------------------------------------- | ------ |
| 1953                  | I Love Lucy                            | CBS    |
| 1953                  | The Adventures of Ozzie and Harriet    | ABC    |
| 1953                  | Amos 'n' Andy                          | CBS    |
| 1953                  | The George Burns and Gracie Allen Show | CBS    |
| 1953                  | Mr. Peepers                            | NBC    |
| 1953                  | Our Miss Brooks                        | CBS    |
| 1954                  | I Love Lucy                            | CBS    |
| 1954                  | The George Burns and Gracie Allen Show | CBS    |
| 1954                  | Mr. Peepers                            | NBC    |
| 1954                  | Our Miss Brooks                        | CBS    |
| 1954                  | Topper                                 | CBS    |
| 1955                  | Make Room for Daddy                    | ABC    |
| 1955                  | The George Burns and Gracie Allen Show | CBS    |
| 1955                  | I Love Lucy                            | CBS    |
| 1955                  | Mr. Peepers                            | NBC    |
| 1955                  | Our Miss Brooks                        | CBS    |
| 1955                  | Private Secretary                      | CBS    |
| 1956                  | The Phil Silvers Show                  | CBS    |
| 1956                  | The Bob Cummings Show                  | NBC    |
| 1956                  | Caesar's Hour                          | NBC    |
| 1956                  | The George Gobel Show                  | NBC    |
| 1956                  | The Jack Benny Show                    | CBS    |
| 1956                  | Make Room for Daddy                    | ABC    |
| 1958                  | The Phil Silvers Show                  | CBS    |
| 1958                  | The Bob Cummings Show                  | NBC    |
| 1958                  | Caesar’s Hour                          | NBC    |
| 1958                  | Vater ist der Beste                    | NBC    |
| 1958                  | The Jack Benny Show                    | CBS    |
| 1959                  | The Jack Benny Show                    | CBS    |
| The Bob Cummings Show | NBC                                    |        |
| The Danny Thomas Show | CBS                                    |        |
| Vater ist der Beste   | CBS, NBC                               |        |
| The Phil Silvers Show | CBS                                    |        |
| The Red Skelton Show  | NBC                                    |        |

### 1960er
| Jahr               | Serie                                 | Sender |
| ------------------ | ------------------------------------- | ------ |
| 1960               | The Danny Thomas Show                 | CBS    |
| 1960               | Vater ist der Beste                   | CBS    |
| 1960               | The Red Skelton Show                  | CBS    |
| 1960               | The Jack Benny Show                   | CBS    |
| 1961               |                                       | CBS    |
| Andy Griffith Show |                                       | CBS    |
| Candid Camera      |                                       | CBS    |
| Familie Feuerstein | ABC                                   |        |
| 1962               | The Bob Newhart Show                  | NBC    |
| 1962               | The Andy Griffith Show                | CBS    |
| 1962               | Wagen 54, bitte melden!               | NBC    |
| 1962               | Hazel                                 | NBC    |
| 1962               | The Red Skelton Show                  | CBS    |
| 1963               | The Dick Van Dyke Show                | CBS    |
| 1963               | The Beverly Hillbillies               | CBS    |
| 1963               | McHale’s Navy                         | ABC    |
| 1963               | The Danny Kaye Show with Lucille Ball | NBC    |
| 1964               | The Dick Van Dyke Show                | CBS    |
| 1964               | The Bill Dana Show                    | NBC    |
| 1964               | Katy                                  | ABC    |
| 1964               | McHale’s Navy                         | ABC    |
| 1964               | That Was The Week That Was            | NBC    |
| 1966               | The Dick Van Dyke Show                | CBS    |
| 1966               | Batman                                | ABC    |
| 1966               | Verliebt in eine Hexe                 | ABC    |
| 1966               | Mini-Max                              | NBC    |
| 1966               | Ein Käfig voller Helden               | CBS    |
| 1967               | The Monkees                           | NBC    |
| 1967               | The Andy Griffith Show                | CBS    |
| 1967               | Verliebt in eine Hexe                 | ABC    |
| 1967               | Mini-Max                              | NBC    |
| 1967               | Ein Käfig voller Helden               | CBS    |
| 1968               | Mini-Max                              | NBC    |
| 1968               | Verliebt in eine Hexe                 | ABC    |
| 1968               | Lieber Onkel Bill                     | CBS    |
| 1968               | Ein Käfig voller Helden               | CBS    |
| 1968               | Hoppla Lucy!                          | CBS    |
| 1969               | Mini-Max                              | NBC    |
| 1969               | Verliebt in eine Hexe                 | ABC    |
| 1969               | Lieber Onkel Bill                     | CBS    |
| 1969               | Julia                                 | NBC    |
| 1969               | Der Geist & Mrs. Muir                 | NBC    |

### 1970er
| Jahr | Serie                           | Sender |
| ---- | ------------------------------- | ------ |
| 1970 | Das ist meine Welt              | NBC    |
| 1970 | Bill Cosby                      | NBC    |
| 1970 | The Courtship of Eddie's Father | ABC    |
| 1970 | Love, American Style            | ABC    |
| 1970 | Room 222                        | ABC    |
| 1971 | All in the Family               | CBS    |
| 1971 | Arnie                           | CBS    |
| 1971 | Mary Tyler Moore                | CBS    |
| 1971 | Love, American Style            | ABC    |
| 1971 | Männerwirtschaft                | ABC    |
| 1972 | All in the Family               | CBS    |
| 1972 | Mary Tyler Moore                | CBS    |
| 1972 | Männerwirtschaft                | ABC    |
| 1972 | Sanford & Sohn                  | NBC    |
| 1973 | All in the Family               | CBS    |
| 1973 | M*A*S*H                         | CBS    |
| 1973 | Maude                           | CBS    |
| 1973 | Männerwirtschaft                | ABC    |
| 1973 | Sanford & Sohn                  | NBC    |
| 1974 | M*A*S*H                         | CBS    |
| 1974 | All in the Family               | CBS    |
| 1974 | Mary Tyler Moore                | CBS    |
| 1974 | Männerwirtschaft                | ABC    |
| 1975 | Mary Tyler Moore                | CBS    |
| 1975 | All in the Family               | CBS    |
| 1975 | M*A*S*H                         | CBS    |
| 1975 | Rhoda                           | CBS    |
| 1976 | Mary Tyler Moore                | CBS    |
| 1976 | All in the Family               | CBS    |
| 1976 | M*A*S*H                         | CBS    |
| 1976 | Barney Miller                   | ABC    |
| 1976 | Welcome Back, Kotter            | ABC    |
| 1977 | Mary Tyler Moore                | CBS    |
| 1977 | All in the Family               | CBS    |
| 1977 | M*A*S*H                         | CBS    |
| 1977 | The Bob Newhart Show            | CBS    |
| 1977 | Barney Miller                   | ABC    |
| 1978 | All in the Family               | CBS    |
| 1978 | M*A*S*H                         | CBS    |
| 1978 | Barney Miller                   | ABC    |
| 1978 | Soap – Trautes Heim             | ABC    |
| 1978 | Herzbube mit zwei Damen         | ABC    |
| 1979 | Taxi                            | ABC    |
| 1979 | All in the Family               | CBS    |
| 1979 | M*A*S*H                         | CBS    |
| 1979 | Barney Miller                   | ABC    |
| 1979 | Mork vom Ork                    | ABC    |

### 1980er
| Jahr | Serie                           | Sender |
| ---- | ------------------------------- | ------ |
| 1980 | Taxi                            | ABC    |
| 1980 | Barney Miller                   | ABC    |
| 1980 | Soap – Trautes Heim             | ABC    |
| 1980 | M*A*S*H                         | CBS    |
| 1980 | WKRP in Cincinnati              | CBS    |
| 1981 | Taxi                            | ABC    |
| 1981 | Barney Miller                   | ABC    |
| 1981 | Soap – Trautes Heim             | ABC    |
| 1981 | M*A*S*H                         | CBS    |
| 1981 | WKRP in Cincinnati              | CBS    |
| 1982 | Barney Miller                   | ABC    |
| 1982 | Taxi                            | ABC    |
| 1982 | M*A*S*H                         | CBS    |
| 1982 | WKRP in Cincinnati              | CBS    |
| 1982 | Love, Sidney                    | NBC    |
| 1983 | Cheers                          | NBC    |
| 1983 | Buffalo Bill                    | NBC    |
| 1983 | Taxi                            | NBC    |
| 1983 | M*A*S*H                         | CBS    |
| 1983 | Newhart                         | CBS    |
| 1984 | Cheers                          | NBC    |
| 1984 | Buffalo Bill                    | NBC    |
| 1984 | Familienbande                   | NBC    |
| 1984 | Kate & Allie                    | CBS    |
| 1984 | Newhart                         | CBS    |
| 1985 | Die Bill Cosby Show             | NBC    |
| 1985 | Cheers                          | NBC    |
| 1985 | Familienbande                   | NBC    |
| 1985 | Harrys wundersames Strafgericht | NBC    |
| 1985 | Kate & Allie                    | CBS    |
| 1986 | Golden Girls                    | NBC    |
| 1986 | Cheers                          | NBC    |
| 1986 | Die Bill Cosby Show             | NBC    |
| 1986 | Familienbande                   | NBC    |
| 1986 | Kate & Allie                    | CBS    |
| 1987 | Golden Girls                    | NBC    |
| 1987 | Cheers                          | NBC    |
| 1987 | Die Bill Cosby Show             | NBC    |
| 1987 | Familienbande                   | NBC    |
| 1987 | Harrys wundersames Strafgericht | NBC    |
| 1988 | Wunderbare Jahre                | ABC    |
| 1988 | Cheers                          | NBC    |
| 1988 | Golden Girls                    | NBC    |
| 1988 | Harrys wundersames Strafgericht | NBC    |
| 1988 | Frank’s Place                   | CBS    |
| 1989 | Cheers                          | NBC    |
| 1989 | Golden Girls                    | NBC    |
| 1989 | Murphy Brown                    | CBS    |
| 1989 | Mann muss nicht sein            | CBS    |
| 1989 | Wunderbare Jahre                | ABC    |

### 1990er
| Jahr | Serie                     | Sender |
| ---- | ------------------------- | ------ |
| 1990 | Murphy Brown              | CBS    |
| 1990 | Cheers                    | NBC    |
| 1990 | Golden Girls              | NBC    |
| 1990 | Designing Women           | CBS    |
| 1990 | Wunderbare Jahre          | ABC    |
| 1991 | Cheers                    | NBC    |
| 1991 | Golden Girls              | NBC    |
| 1991 | Murphy Brown              | CBS    |
| 1991 | Designing Women           | CBS    |
| 1991 | Wunderbare Jahre          | ABC    |
| 1992 | Murphy Brown              | CBS    |
| 1992 | Brooklyn Bridge           | CBS    |
| 1992 | Cheers                    | NBC    |
| 1992 | Seinfeld                  | NBC    |
| 1992 | Hör mal, wer da hämmert   | ABC    |
| 1993 | Seinfeld                  | NBC    |
| 1993 | Cheers                    | NBC    |
| 1993 | Hör mal, wer da hämmert   | ABC    |
| 1993 | Die Larry Sanders Show    | HBO    |
| 1993 | Murphy Brown              | CBS    |
| 1994 | Frasier                   | NBC    |
| 1994 | Verrückt nach dir         | NBC    |
| 1994 | Seinfeld                  | NBC    |
| 1994 | Hör mal, wer da hämmert   | ABC    |
| 1994 | Die Larry Sanders Show    | HBO    |
| 1995 | Frasier                   | NBC    |
| 1995 | Friends                   | NBC    |
| 1995 | Verrückt nach dir         | NBC    |
| 1995 | Seinfeld                  | NBC    |
| 1995 | Die Larry Sanders Show    | HBO    |
| 1996 | Frasier                   | NBC    |
| 1996 | Friends                   | NBC    |
| 1996 | Verrückt nach dir         | NBC    |
| 1996 | Seinfeld                  | NBC    |
| 1996 | Die Larry Sanders Show    | HBO    |
| 1997 | Frasier                   | NBC    |
| 1997 | Verrückt nach dir         | NBC    |
| 1997 | Seinfeld                  | NBC    |
| 1997 | Hinterm Mond gleich links | NBC    |
| 1997 | Die Larry Sanders Show    | HBO    |
| 1998 | Frasier                   | NBC    |
| 1998 | Seinfeld                  | NBC    |
| 1998 | Hinterm Mond gleich links | NBC    |
| 1998 | Ally McBeal               | FOX    |
| 1998 | Die Larry Sanders Show    | HBO    |
| 1999 | Ally McBeal               | FOX    |
| 1999 | Alle lieben Raymond       | CBS    |
| 1999 | Frasier                   | NBC    |
| 1999 | Friends                   | NBC    |
| 1999 | Sex and the City          | HBO    |

### 2000er
| Jahr | Serie                               | Sender   |
| ---- | ----------------------------------- | -------- |
| 2000 | Will & Grace                        | NBC      |
| 2000 | Alle lieben Raymond                 | CBS      |
| 2000 | Frasier                             | NBC      |
| 2000 | Friends                             | NBC      |
| 2000 | Sex and the City                    | HBO      |
| 2001 | Sex and the City                    | HBO      |
| 2001 | Alle lieben Raymond                 | CBS      |
| 2001 | Frasier                             | NBC      |
| 2001 | Will & Grace                        | NBC      |
| 2001 | Malcolm mittendrin                  | FOX      |
| 2002 | Friends                             | NBC      |
| 2002 | Lass es, Larry!                     | HBO      |
| 2002 | Sex and the City                    | HBO      |
| 2002 | Alle lieben Raymond                 | CBS      |
| 2002 | Will & Grace                        | NBC      |
| 2003 | Alle lieben Raymond                 | CBS      |
| 2003 | Lass es, Larry!                     | HBO      |
| 2003 | Sex and the City                    | HBO      |
| 2003 | Friends                             | NBC      |
| 2003 | Will & Grace                        | NBC      |
| 2004 | Arrested Development                | FOX      |
| 2004 | Lass es, Larry!                     | HBO      |
| 2004 | Sex and the City                    | HBO      |
| 2004 | Alle lieben Raymond                 | CBS      |
| 2004 | Will & Grace                        | NBC      |
| 2005 | Alle lieben Raymond                 | CBS      |
| 2005 | Arrested Development                | FOX      |
| 2005 | Desperate Housewives                | ABC      |
| 2005 | Scrubs – Die Anfänger               | NBC      |
| 2005 | Will & Grace                        | NBC      |
| 2006 | Das Büro                            | NBC      |
| 2006 | Arrested Development                | FOX      |
| 2006 | Lass es, Larry!                     | HBO      |
| 2006 | Scrubs – Die Anfänger               | NBC      |
| 2006 | Two and a Half Men                  | CBS      |
| 2007 | 30 Rock                             | NBC      |
| 2007 | Entourage                           | HBO      |
| 2007 | Das Büro                            | NBC      |
| 2007 | Two and a Half Men                  | CBS      |
| 2007 | Alles Betty!                        | ABC      |
| 2008 | 30 Rock                             | NBC      |
| 2008 | Lass es, Larry!                     | HBO      |
| 2008 | Entourage                           | HBO      |
| 2008 | Das Büro                            | NBC      |
| 2008 | Two and a Half Men                  | CBS      |
| 2009 | 30 Rock                             | NBC      |
| 2009 | Entourage                           | HBO      |
| 2009 | Flight of the Conchords             | HBO      |
| 2009 | Family Guy                          | FOX      |
| 2009 | How I Met Your Mother               | CBS      |
| 2009 | Das Büro                            | NBC      |
| 2009 | Weeds – Kleine Deals unter Nachbarn | Showtime |

### 2010er
| Jahr | Serie                      | Sender      |
| ---- | -------------------------- | ----------- |
| 2010 | Modern Family              | ABC         |
| 2010 | 30 Rock                    | NBC         |
| 2010 | Das Büro                   | NBC         |
| 2010 | Lass es, Larry!            | HBO         |
| 2010 | Glee                       | FOX         |
| 2010 | Nurse Jackie               | Showtime    |
| 2011 | Modern Family              | ABC         |
| 2011 | 30 Rock                    | NBC         |
| 2011 | Das Büro                   | NBC         |
| 2011 | Parks and Recreation       | NBC         |
| 2011 | The Big Bang Theory        | CBS         |
| 2011 | Glee                       | FOX         |
| 2012 | Modern Family              | ABC         |
| 2012 | 30 Rock                    | NBC         |
| 2012 | The Big Bang Theory        | CBS         |
| 2012 | Girls                      | HBO         |
| 2012 | Lass es, Larry!            | HBO         |
| 2012 | Veep – Die Vizepräsidentin | HBO         |
| 2013 | Modern Family              | ABC         |
| 2013 | 30 Rock                    | NBC         |
| 2013 | The Big Bang Theory        | CBS         |
| 2013 | Girls                      | HBO         |
| 2013 | Veep – Die Vizepräsidentin | HBO         |
| 2013 | Louie                      | FX Network  |
| 2014 | Modern Family              | ABC         |
| 2014 | The Big Bang Theory        | CBS         |
| 2014 | Silicon Valley             | HBO         |
| 2014 | Veep – Die Vizepräsidentin | HBO         |
| 2014 | Orange Is the New Black    | Netflix     |
| 2014 | Louie                      | FX Network  |
| 2015 | Veep – Die Vizepräsidentin | HBO         |
| 2015 | Modern Family              | ABC         |
| 2015 | Parks and Recreation       | NBC         |
| 2015 | Silicon Valley             | HBO         |
| 2015 | Unbreakable Kimmy Schmidt  | Netflix     |
| 2015 | Louie                      | FX Network  |
| 2015 | Transparent                | Amazon      |
| 2016 | Veep – Die Vizepräsidentin | HBO         |
| 2016 | Black-ish                  | ABC         |
| 2016 | Modern Family              | ABC         |
| 2016 | Master of None             | Netflix     |
| 2016 | Unbreakable Kimmy Schmidt  | Netflix     |
| 2016 | Transparent                | Amazon      |
| 2017 | Veep – Die Vizepräsidentin | HBO         |
| 2017 | Black-ish                  | ABC         |
| 2017 | Modern Family              | ABC         |
| 2017 | Silicon Valley             | HBO         |
| 2017 | Master of None             | Netflix     |
| 2017 | Unbreakable Kimmy Schmidt  | Netflix     |
| 2017 | Atlanta                    | FX Network  |
| 2018 | The Marvelous Mrs. Maisel  | Prime Video |
| 2018 | Black-ish                  | ABC         |
| 2018 | Barry                      | HBO         |
| 2018 | Curb Your Enthusiasm       | HBO         |
| 2018 | Silicon Valley             | HBO         |
| 2018 | GLOW                       | Netflix     |
| 2018 | Unbreakable Kimmy Schmidt  | Netflix     |
| 2018 | Atlanta                    | FX Network  |

## Senderrangliste
- National Broadcasting Company: 24
- Columbia Broadcasting System: 21
- American Broadcasting Company: 11
- Home Box Office: 4
- Fox Broadcasting Company: 2
- Prime Video: 1

## Gewinner
5 Emmys
- Frasier
- Modern Family

4 Emmys
- All in the Family
- Cheers

3 Emmys
- 30 Rock
- The Dick Van Dyke Show
- Mary Tyler Moore
- Taxi
- Veep – Die Vizepräsidentin

2 Emmys
- Alle lieben Raymond
- Mini-Max
- Golden Girls
- I Love Lucy
- The Jack Benny Show
- Murphy Brown
- The Phil Silvers Show

## Nominierungen
11 Nominierungen
- Cheers
- M*A*S*H

9 Nominierungen
- All in the Family

8 Nominierungen
- Frasier

7 Nominierungen
- 30 Rock
- Barney Miller
- Alle lieben Raymond
- Mary Tyler Moore
- Seinfeld

6 Nominierungen
- Lass es, Larry!
- Friends
- Golden Girls
- Die Larry Sanders Show
- Das Büro
- Sex and the City
- Will & Grace

5 Nominierungen
- Modern Family
- Murphy Brown
- Taxi

4 Nominierungen
- Verliebt in eine Hexe
- Familienbande
- Mini-Max
- The Big Bang Theory
- Verrückt nach dir
- Wunderbare Jahre

3 Nominierungen
- The Andy Griffith Show
- Arrested Development
- The Bob Cummings Show
- Die Bill Cosby Show
- Designing Women
- Entourage
- Vater ist der Beste
- The George Burns and Gracie Allen Show
- Ein Käfig voller Helden
- Hör mal, wer da hämmert
- I Love Lucy
- Kate & Allie
- Harrys wundersames Strafgericht
- Männerwirtschaft
- Our Miss Brooks
- The Red Skelton Show
- Soap – Trautes Heim
- Two and a Half Men
- Veep – Die Vizepräsidentin
- WKRP in Cincinnati

2 Nominierungen
- Hinterm Mond gleich links
- Ally McBeal
- Buffalo Bill
- The Danny Thomas Show
- Lieber Onkel Bill
- Girls
- Glee
- Louie
- Love, American Style
- Make Room for Daddy
- McHale’s Navy
- Mr. Peepers
- Newhart
- Sanford & Son
- Scrubs – Die Anfänger